# Hendrick ter Brugghen
Hendrick ter Brugghen (L'Aia, 1588 – Utrecht, 1º novembre 1629) è stato un pittore olandese.

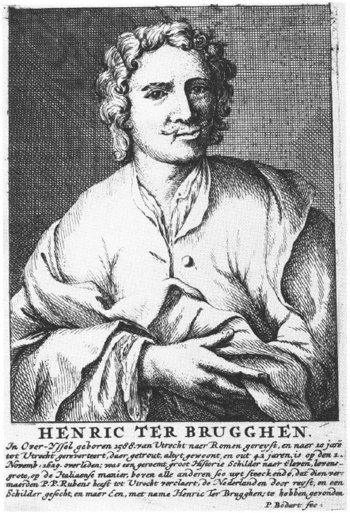
L'incisione di Pieter Bodart, a partire da un disegno precedente di Gerard Hoet, raffigurante Hendrick ter Brugghen.

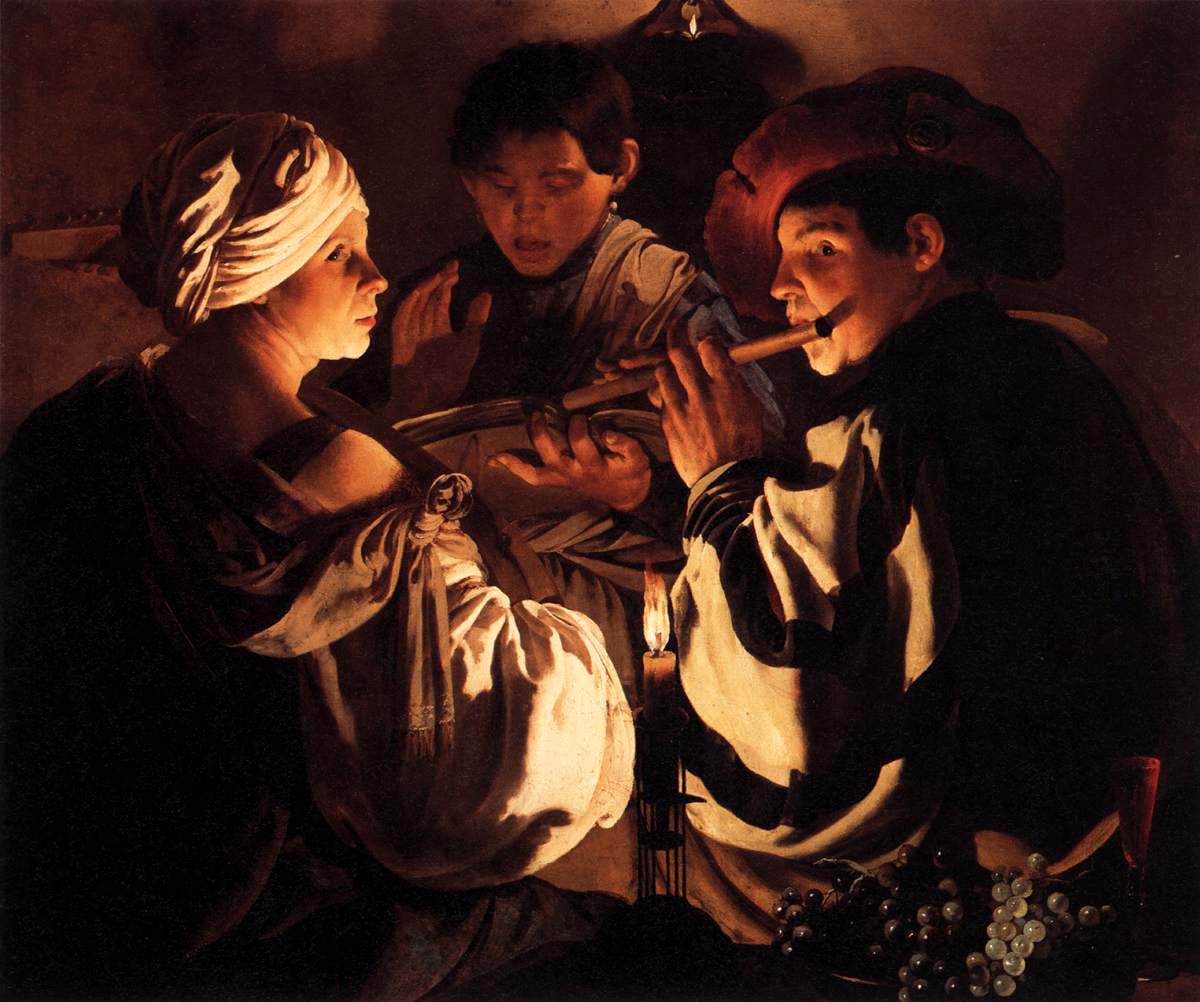
Il concerto, 1626, Londra, National Gallery.

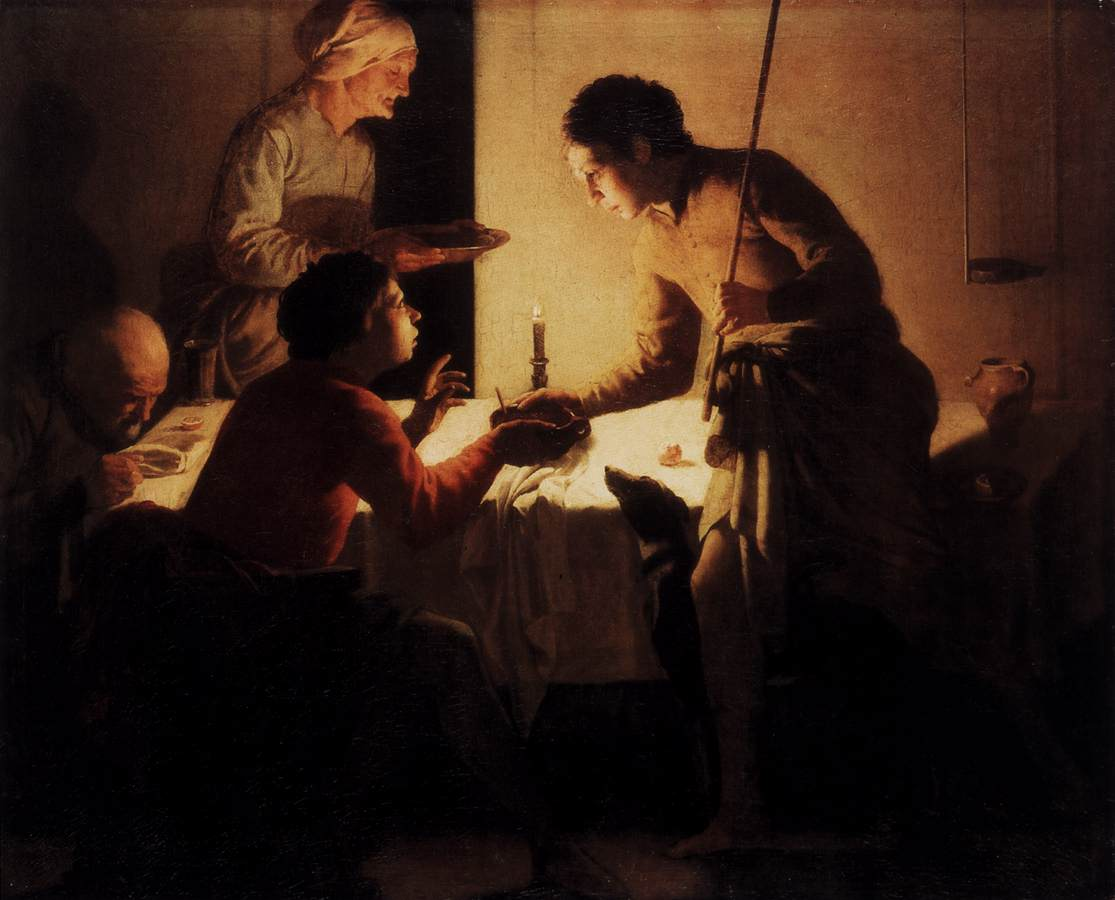
Esaù che vende la propria primogenitura, 1625 cr., Berlino, Gemäldegalerie.

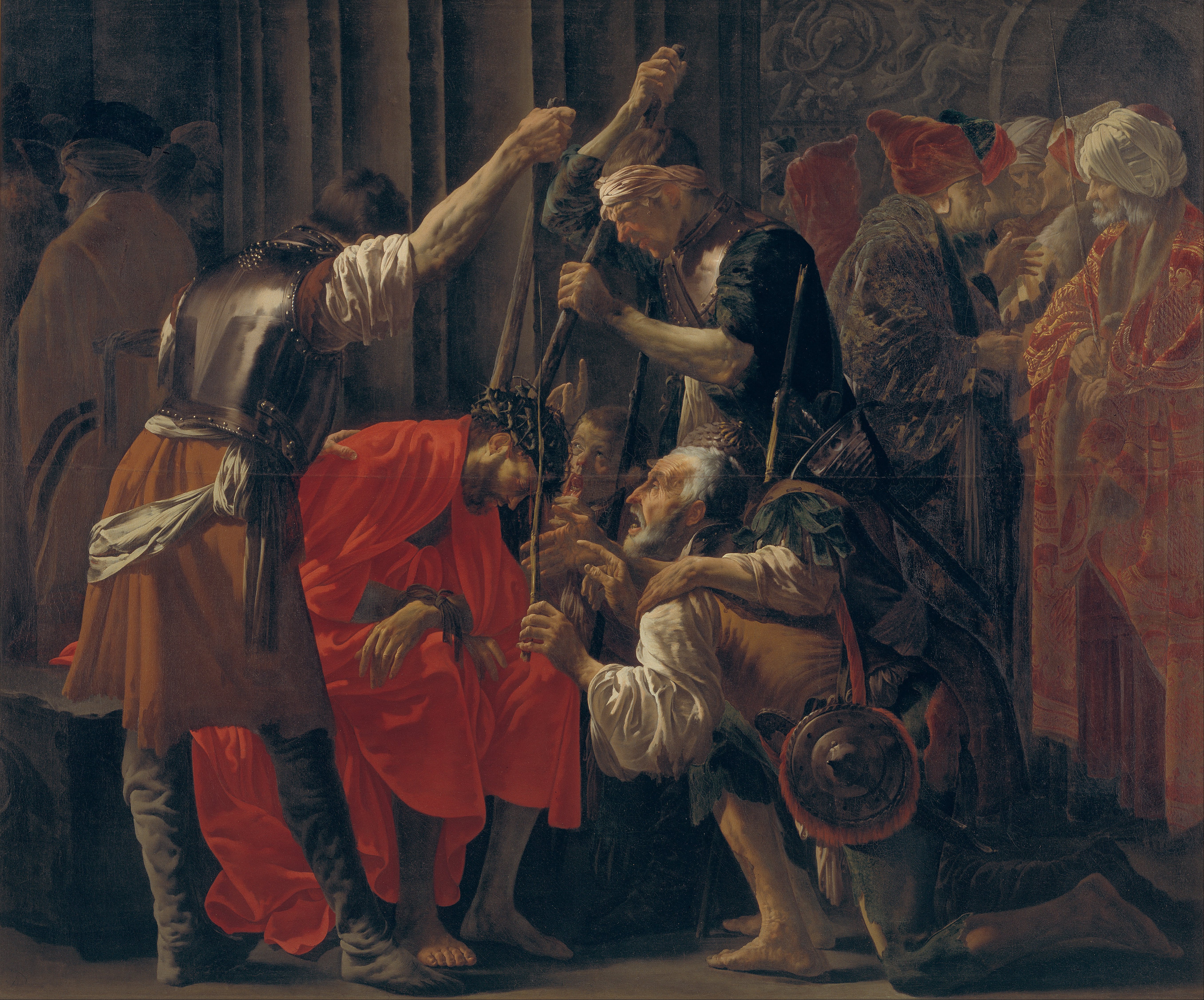
Cristo incoronato di spine, 1620, Copenaghen, Statens Museum for Kunst.

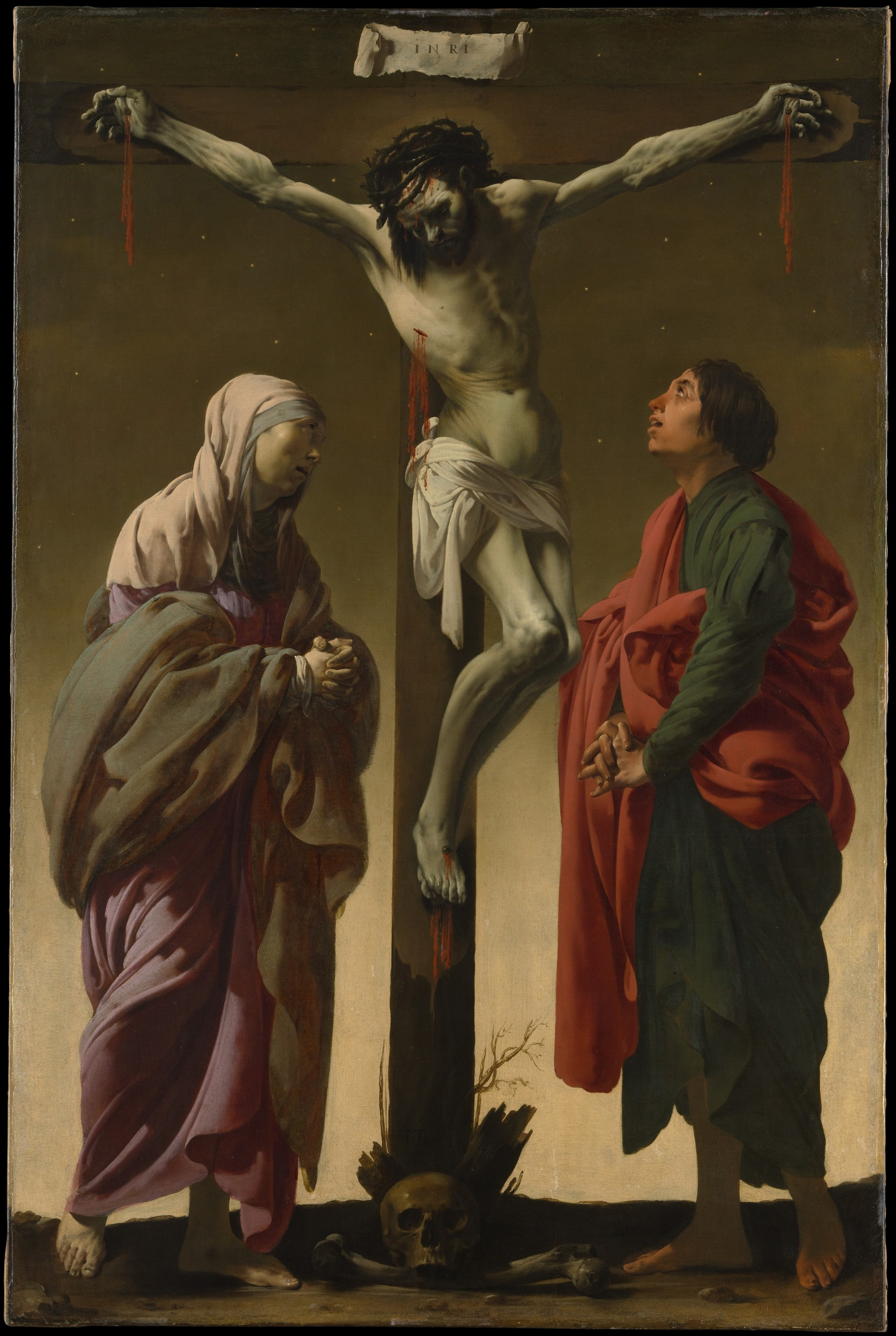
Crocifissione con la Vergine e san Giovanni,1624-1625, New York, Metropolitan Museum of Art.

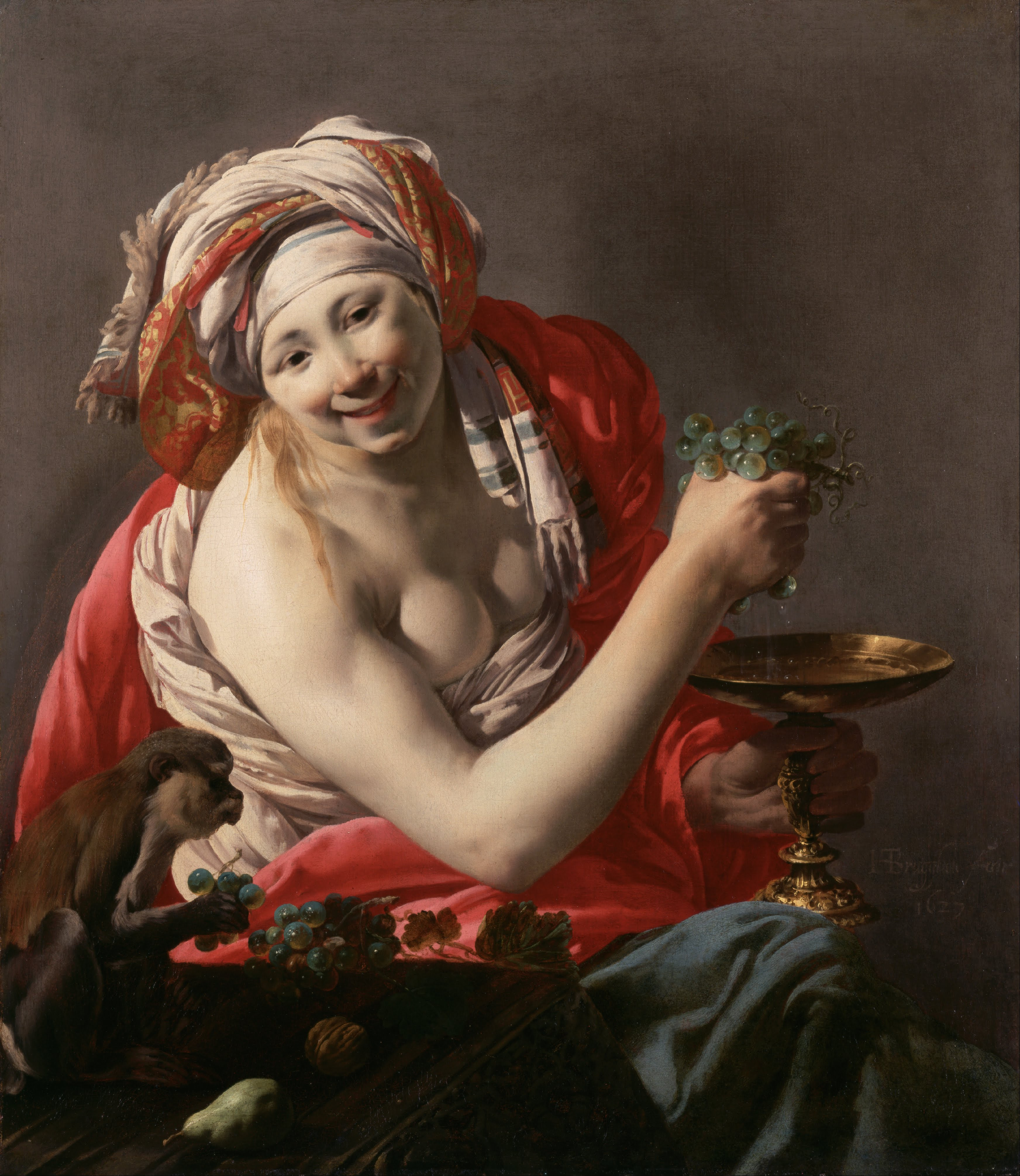
Baccante con una scimmia, 1627, The J. Paul Getty Museum.

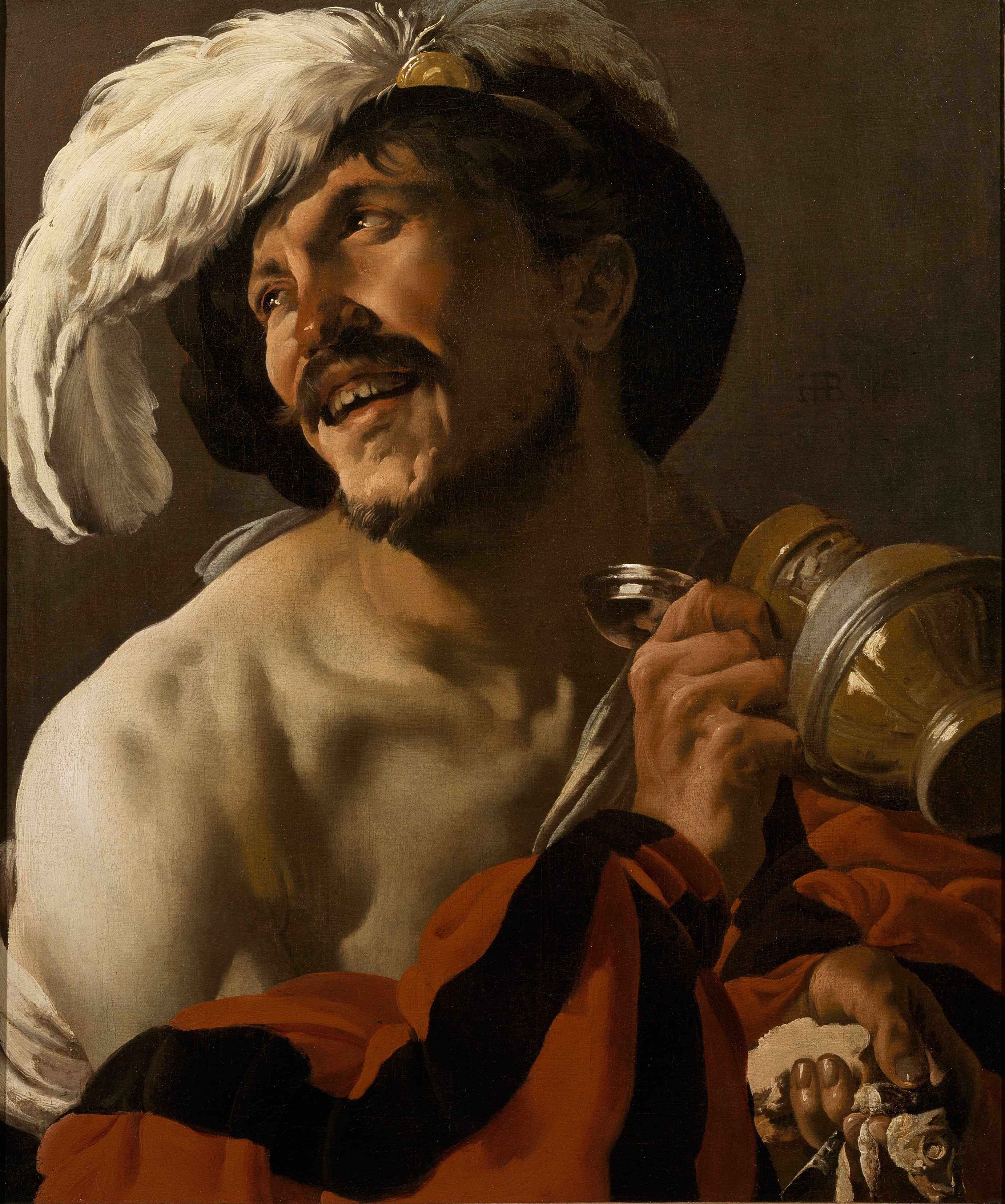
L'allegro bevitore,1625, Utrecht, Centraal Museum.

Hendrick Jansz ter Brugghen (detto anche Terbrugghen) ebbe un ruolo di primo piano, assieme a Gerrit van Honthorst e Dirck van Baburen, tra i seguaci olandesi del Caravaggio, i cosiddetti caravaggisti di Utrecht.

## Biografia
Nacque nel 1588 nei Paesi Bassi. Sul suo luogo di nascita non c'è accordo fra le fonti: L'Aia o nell'Overijssel (forse Deventer). Si stabilì giovanissimo a Utrecht dove diventò allievo di Abraham Bloemaert. Anche se non è certa la data del suo viaggio in Italia (1604 o 1607), si ritiene che abbia vissuto a Roma fino al 1614, anno in cui viene segnalato a Milano mentre è di ritorno verso casa. Se è certo che a Roma conobbe la pittura del Caravaggio, le discussioni sulla data del suo viaggio in Italia parrebbero smentire l'ipotesi di una sua conoscenza diretta con l'artista. In ogni caso ne conobbe i suoi seguaci, come Orazio Gentileschi, Giovanni Serodine, Carlo Saraceni e altri. Ritornato in patria, tornò brevemente a Roma all'inizio degli anni venti. L'incontro con la pittura di Caravaggio e dei caravaggisti lo segnò profondamente, integrando pienamente nelle sue opere sia l'uso del chiaroscuro che di soggetti drammaticamente carichi. Morì ad Utrecht il 1º novembre 1629.

### Le testimonianze sulla sua vita
Non ci è giunto nessun riferimento scritto contemporaneo alla vita di Ter Brugghen. Suo padre Jan Egbertsz ter Brugghen, originario dell'Overijssel, si era trasferito ad Utrecht, dove fu nominato segretario presso la Corte di Utrecht dal principe di Orange, Guglielmo il Taciturno. Era sposato con Sophia Dircx. Nel 1588 egli divenne balivo del Consiglio Provinciale d'Olanda a L'Aia, dove si pensa possa esser nato Hendrick.
Il primo breve riferimento al pittore è nel Het Gulden Cabinet (1661) di Cornelis de Bie, dove è erroneamente citato come Verbrugghen. Un'altra breve testimonianza si trova nel Teutsche Academie (1675) di Joachim von Sandrart dove è chiamato Verbrug. Da quest'ultima fonte sappiamo quindi che Ter Brugghen fu apprendista di Abraham Bloemaert ad Utrecht, un pittore manierista. Sandrart inoltre cita «i profondi, ma malinconici pensieri nelle sue opere (tiefsinnige, jedoch, schwermütige Gedanken in seinen Werken)».

### Richard ter Brugghen e il recupero della memoria del padre
Da queste malcerte testimonianze Richard ter Brugghen, figlio dell'artista, cercò all'inizio del XVIII secolo di ristabilire la reputazione del padre come pittore. Si assicurò da Adriaen van der Werff di Rotterdam una lettera, datata 15 aprile 1707, in cui quest'ultimo attesta la sua stima per le opere di Hendrick. Più tardi nello stesso anno, il 5 agosto del 1707, Richard donò al consiglio del governo di Deventer quattro dipinti degli evangelisti, da essere appesi nella sala del municipio come un permanente ricordo del padre.
Un'incisione, con tutta probabilità commissionata dallo stesso Richard ter Brugghen a Pieter Bodart e basata su un disegno anteriore di Gerard Hoet, fu fatta intorno al 1708. Essa mostra un ritratto idealizzato di Hendrick, lo stemma araldico familiare e una didascalia stampata:

«Nato nell'Overijsel nel 1588, viaggiò da Utrecht a Roma, e dieci anni più tardi tornò ad Utrecht, si sposò lì, lavorò lì ininterrottamente, e morì all'età di 42 anni il 1º Nov. 1629; fu un grande e famoso pittore di storia dalla vita, dipingendo figure a grandezza naturale secondo la maniera italiana, così di molto superiori a quelle degli altri che P.P.Rubens mentre viaggiava per i Paesi Bassi dichiarò sulla sua visita ad Utrecht di aver trovato un unico pittore, ossia Henricus ter Brugghen. G. Hoet del. P. Bodart, fec.»

### Ipotesi sui suoi soggiorni in Italia
Cornelis de Bie, nel suo Spiegel vande Verdrayde Werelt (1708), e Arnold Houbraken, nel suo De Groote Schouburgh (1718-1721), scrissero biografie dove ripeterono le affermazioni di Richard su un incontro fra Rubens e il padre a Roma, e su un suo periodo di lavoro a Napoli. Poiché ci fu un cadetto dallo stesso nome che servì nell'esercito di Ernesto Casimiro di Nassau-Dietz nella primavera del 1607, per questa ragione si pensa che Ter Brugghen sia stato sì in Italia, ma solo da quell'anno, piuttosto che dal 1604 secondo quanto si riteneva prima (come si deduceva dall'iscrizione sulla stampa di Bodart). Ciò vorrebbe certamente dire che egli non incontrò mai Caravaggio a Roma, come alcuni hanno pensato, perché questi era fuggito dalla città nel 1606 sotto l'accusa di omicidio. In ogni caso è certo che fu l'unico pittore olandese a Roma mentre Caravaggio era in vita.
Nel 1614 Ter Brugghen passò per Milano, sulla via di ritorno verso casa. Il 1º aprile 1615, Thyman van Galen e Ter Brugghen sono testimoni davanti al tribunale di Utrecht. Nel 1616 è già iscritto come membro della gilda dei pittori di Utrecht, e il 15 ottobre di quell'anno sposò Jacomijna Verbeeck, figliastra del fratello maggiore Jan. Tornò un'altra volta a Roma all'inizio degli anni venti del '600.

### La morte
Ter Brugghen morì ad Utrecht il 1º novembre 1629, forse vittima della peste. La famiglia visse nel Snippenvlucht. L'ultimo degli otto figli di Ter Brugghen, Hennickgen, nacque quattro mesi dopo la sua morte, il 14 marzo 1630.

## Le opere
Sicuramente studiò l'opera di Caravaggio, come pure quella dei caravaggisti italiani, tra cui Orazio Gentileschi, Giovanni Serodine e Carlo Saraceni. Le opere di Caravaggio avevano provocato abbastanza scalpore in Italia: i suoi dipinti erano caratteristici sia per l'uso vigoroso della tecnica del chiaroscuro - il contrasto prodotto da superfici chiare ed illuminate di fianco a zone scure ed in ombra - sia anche per il realismo delle condizioni sociali dei soggetti, a volte affascinanti a volte scandalosi o del tutto volgari. Ma Ter Brugghen, durante il suo soggiorno italiano, fu influenzato anche da altri pittori italiani come Annibale Carracci, Domenichino e Guido Reni.
Una volta tornato ad Utrecht, lavorò assieme a Gerard van Honthorst, un altro dei cosiddetti caravaggisti di Utrecht. I soggetti preferiti di Ter Brugghen sono mezze-figure di bevitori o musicisti, ma produsse anche quadri più grandi, a soggetto religioso o di gruppo. Sotto l'influenza di Caravaggio, i suoi dipinti mostrano un uso intenso e drammatico di luci ed ombre, e di personaggi emotivamente carichi. Ter Brugghen morì giovane, ma la sua opera ebbe grande influenza sugli altri artisti. Se ne notano riflessi in un'opera di Rembrandt, ed elementi del suo stile possono rinvenirsi anche in Frans Hals e Johannes Vermeer. Peter Paul Rubens descrisse l'opera di Ter Brugghen come "... al di sopra di quella di tutti gli altri artisti di Utrecht".